# لائورا گره
لائورا گُره (ایتالیایی: Laura Gore؛ ۳۰ سپتامبر ۱۹۱۸ – ۲۷ مارس ۱۹۵۷) بازیگر اهل ایتالیا بود.
از فیلم‌ها یا برنامه‌های تلویزیونی که وی در آن نقش داشته‌است، می‌توان به فابیولا، ترانه بهار، فردا هم روز خداست و ناپلی‌ها در میلان اشاره کرد.